# Hrabstwo Lofa
Hrabstwo Lofa – hrabstwo w północnej części Liberii ze stolicą w Voinjamie. Według spisu ludności z 2008 roku liczy sobie 270 114 mieszkańców, co czyni je czwartym, pod względem zaludnienia, hrabstwem w kraju.

## Dystrykty
Hrabstwo dzieli się na sześć dystryktów: 
- Dystrykt Foya
- Dystrykt Kolahun
- Dystrykt Salayea
- Dystrykt Vahun
- Dystrykt Voinjama
- Dystrykt Zorzor